# Xambox
Xambox était une solution de gestion documentaire permettant : 
- de ranger automatiquement des documents papier et des documents électroniques ;
- de retrouver rapidement des documents papier et électroniques ;
- d’avoir un  accès à ses documents depuis une plate-forme Internet et mobile ;
- de partager des documents ;
- de stocker ses documents électroniques et numérisés dans un espace sécurisé, aussi appelé coffre-fort numérique[2].

## Concept
Xambox mettait en jeu deux espaces de rangement :
- un espace virtuel sécurisé destiné à accueillir les documents électroniques et les copies numérisées de documents papier ;
- un espace réel, constitué de bacs de rangement, où s’empilent et sont rangés automatiquement les originaux papier après numérisation à l’aide d’un scanner ou d’une imprimante multifonctions[3].

### Envoi de documents
Lors de la numérisation d'un document papier :
- la copie numérique était téléchargée vers l'espace virtuel, stockée puis indexée ;
- l’original atterrit dans un bac de rangement ; sa position physique est mémorisée.

L'utilisateur pouvait également télécharger des documents électroniques vers son espace virtuel, à partir d'un navigateur Web, ou un smartphone.
Enfin, Xambox permettait de collecter certains documents électroniques (factures, relevés...) en les téléchargeant automatiquement des sites Internet de certains fournisseurs.

### Accès en ligne aux documents
L’espace de rangement virtuel était accessible en ligne via un navigateur Web, ou un smartphone.
La recherche de documents s’effectuait par saisie de mots-clés dans un champ de recherche. Les documents comprenant ces mots dans leur corps ou leurs titres étaient listés.
Si un résultat de recherche correspondait à un document papier, Xambox spécifiait sa position physique exacte (numéro de bac et d’intercalaire).
Des fonctionnalités de partage permettaient à l'utilisateur de publier un de ses documents sur les réseaux sociaux (Facebook, Twitter), ou de l'envoyer par e-mail.

## L’entreprise Xamance
Xamance est une entreprise française créée en 2004 par Thomas Henry et Matthieu Jacquier. Située à Paris, elle s’attache à développer des solutions de classement chaotique,,.
Xamance annonce l'acquisition de Home-Bubble le 17 décembre 2013.
Début 2020, Thomas Henry, fondateur de Xamance annonce par e-mail l'arrêt du service Xambox au 31 janvier 2020.

## Distributeurs et partenaires
Les solutions de Xamance sont distribuées par les principaux opérateurs télécoms comme Orange, SFR et Bouygues Telecom.
Epson, Fujitsu et Lexmark sont partenaires avec Xamance et assurent la compatibilité de leurs scanners avec nos solutions d'archivage électronique.

## Produits similaires
Les produits suivants présentent des fonctionnalités communes avec Xambox, mais chacun possède ses spécificités :
- Box.net : coffre-fort numérique pour documents électroniques
- Dropbox : outil de sauvegarde et de synchronisation de documents électroniques en ligne et sur différents postes, spécialisé dans le partage
- Evernote : système de conservation en ligne de notes de différents types (photographie, musique, texte, page Web) et recherche par mots-clés
- Google Documents : application en ligne éditée par Google permettant l'édition, l'import et le partage de documents
- Paperwork : gestionnaire de documents personnels
- MyArchiveBox : solution d’archivage de documents après envoi par e-mail, téléchargement, enveloppe T ou coursier
- Home-Bubble : solution de coffre-fort numérique grand public et "solution pour bien gérer son foyer"